# Капленко, Кирилл Дмитриевич
Кири́лл Дми́триевич Капле́нко (род. 15 июня 1999, Молодечно, Минская область) — белорусский и российский футболист, полузащитник национальной сборной Беларуси.

## Биография

### Молодёжная карьера
Начинал свою футбольную карьеру в минском «Динамо». В возрасте 14 лет на 3 месяца перевёлся в структуру борисовского БАТЭ. В январе 2015 года года футболист перебрался в российский «Краснодар». В клубе игрок провёл 2 с половиной сезона, выступая с юношеской командой в первенстве Краснодарского края.

### «Зенит»
С июня 2017 года — игрок резервной команды «Зенит-2», выступающей в ФНЛ. Дебютировал в 2017 году в матче 3-го тура ФНЛ против «Тюмени», выйдя в стартовом составе. Главный тренер «Зенита» Роберто Манчини взял его в основную команду, и 18 сентября в матче 10-го тура чемпионата России Капленко дебютировал в основном составе в матче против «Уфы», выйдя на замену вместо Кристиана Нобоа.

#### Аренда в «Оренбург»
21 февраля 2020 года был арендован «Оренбургом». Дебютировал за клуб 22 июля 2020 года в матче против московского «Динамо». 30 июля 2020 соглашение было продлено до конца сезона 2020/21. Первый матч в сезоне сыграл 1 августа 2020 года в матче против брянского «Динамо». Первым результативным действием отличился 9 сентября 2020 года в матче против ярославского «Шинника», отдав результативную передачу. В матче 17 октября 2020 года против второй команды московского «Спартака» вышел на поле с капитанской повязкой и отличился очередной голевой передачей. Дебютным голом за клуб отличился 15 мая 2021 года в матче против брянского «Динамо».
Летом 2021 года футболист продолжил выступать на правах аренды в «Оренбурге» до конца сезона 2021/22. Первый матч сыграл 10 июля 2021 года в матче против «Волгаря», также отличившись забитым голом. По итогу сезона футболист стал бронзовым призёром Первой Лиги и затем в переходных матчах помог клубу обыграть «Уфу», тем самым заработав повышение в Премьер Лигу. За время арендного соглашения футболист стал одним из ключевых игроком клуба, проведя за клуб суммарно 58 матчей, в которых отличился 2 голами и 4 результативными передачами.

### «Оренбург»
В июне 2022 года футболист перешёл в «Оренбург», подписав контракт с клубом на 2 года. Сумма трансфера составила 200 тысяч евро. Свой первый матч за клуб провёл 16 июля 2022 года против «Крыльев Советов». Свой первый гол забил 10 марта 2023 года в матче против «Сочи». На протяжении сезона футболист являлся одним из основных игроков в клубе, за который успел отличиться 2 забитыми голами и результативной передачей. Также футболист с клубом смог сохранить прописку в российской Премьер Лиге, обновив клубный рекорд, заняв седьмое место в чемпионате, заработав рекордное количество очков в элитном футбольном дивизионе.
Новый сезон за клуб начал с матча 23 июля 2023 года против московского «Спартака», выйдя на поле в стартовом составе. В июле 2023 года также появилась информация о том, что к футболисту проявляется интерес со стороны московского «Динамо». Первым результативным действием за клуб в сезоне футболист отличился 30 июля 2023 года в матче против казанского «Рубина», отдав голевую передачу. На протяжении первой половины сезона футболист продолжал выступать в оренбургском клубе в роли одного из ключевых игроков, отличившись 2 результативными передачами.

### «Балтика»
В феврале 2024 года появилась информация, что футболист перешёл в российскую «Балтику» за сумму порядка 1.6 миллиона евро. Официально футболист перешёл в клуб 9 февраля 2024 года, с которым подписал контракт до конца июня 2028 года. Дебютировал за клуб футболист 3 марта 2024 года в матче против «Сочи», выйдя на поле в стартовом составе.

### «Химки»
25 августа 2024 года стал игроком подмосковных «Химок».

## Международная карьера
Родился и вырос в Беларуси. По приезде в Россию подал запрос на получение гражданства и в сентябре 2018 года получил вызов в сборную России до 20 лет. В 2017 году вызывался в молодёжную сборную Беларуси, на что игроком был дан отрицательный ответ.
В ноябре 2022 года футболист получил вызов в национальную сборную Беларуси. Со слов спортивного директора «Оренбурга» футболист хотел выступать в сборной России, однако вызова в главную команду так и не дождался. Дебютировал за сборную 17 ноября 2022 года в товарищеском матче против Сирии.

## Семья
Старший брат Никита Капленко также профессиональный футболист.

## Достижения
«Оренбург»
- Серебряный призёр ФНЛ: 2020/21
- Бронзовый призёр ФНЛ: 2021/22

## Статистика

### Клубная
| Выступление      | Выступление      | Выступление      | Лига | Лига | Кубки | Кубки | Прочие | Прочие | Итого | Итого |
| Клуб             | Лига             | Сезон            | Игры | Голы | Игры  | Голы  | Игры   | Голы   | Игры  | Голы  |
| ---------------- | ---------------- | ---------------- | ---- | ---- | ----- | ----- | ------ | ------ | ----- | ----- |
| Зенит (СПб)      | Премьер-лига     | 2017/18          | 2    | 0    | 1     | 0     | —      | —      | 3     | 0     |
| Зенит (СПб)      | Итого            | Итого            | 2    | 0    | 1     | 0     | —      | —      | 3     | 0     |
| → Зенит-2        | ФНЛ              | 2017/18          | 10   | 0    | —     | —     | —      | —      | 10    | 0     |
| → Зенит-2        | ФНЛ              | 2018/19          | 22   | 0    | —     | —     | —      | —      | 22    | 0     |
| → Зенит-2        | ПФЛ              | 2019/20          | 16   | 0    | —     | —     | —      | —      | 16    | 0     |
| → Зенит-2        | Итого            | Итого            | 48   | 0    | —     | —     | —      | —      | 48    | 0     |
| Оренбург         | Премьер-лига     | → 2019/20        | 1    | 0    | —     | —     | —      | —      | 1     | 0     |
| Оренбург         | ФНЛ              | → 2020/21        | 28   | 1    | —     | —     | —      | —      | 28    | 1     |
| Оренбург         | ФНЛ              | → 2021/22        | 27   | 1    | —     | —     | 2      | 0      | 29    | 1     |
| Оренбург         | Премьер-лига     | 2022/23          | 20   | 2    | 3     | 0     | —      | —      | 23    | 2     |
| Оренбург         | Премьер-лига     | 2023/24          | 9    | 0    | 2     | 0     | —      | —      | 11    | 0     |
| Оренбург         | Итого            | Итого            | 85   | 4    | 5     | 0     | 2      | 0      | 92    | 4     |
| Всего за карьеру | Всего за карьеру | Всего за карьеру | 135  | 4    | 6     | 0     | 2      | 0      | 143   | 4     |

1. ↑  Стыковые матчи за право участия в РПЛ

Комментарии

### В сборной
| № | Дата             | Соперник   | Счёт | Соревнование         |
| 1 | 17 ноября 2022   | Сирия      | 1:0  | Товарищеский матч    |
| 2 | 20 ноября 2022   | Оман       | 0:2  | Товарищеский матч    |
| 3 | 16 июня 2023     | Израиль    | 1:2  | Квалификация ЧЕ-2024 |
| 4 | 19 июня 2023     | Косово     | 2:1  | Квалификация ЧЕ-2024 |
| 5 | 12 сентября 2023 | Израиль    | 0:1  | Квалификация ЧЕ-2024 |
| 6 | 18 ноября 2023   | Андорра    | 1:0  | Квалификация ЧЕ-2024 |
| 7 | 21 ноября 2023   | Косово     | 1:0  | Квалификация ЧЕ-2024 |
| 8 | 21 марта 2024    | Черногория | 0:2  | Товарищеский матч    |
| 9 | 26 марта 2024    | Мальта     | 0:0  | Товарищеский матч    |

 Итого по официальным матчам: 9 матчей; 4 победы, 1 ничья, 4 поражения. 